# Hendricks (Wirginia Zachodnia)
Hendricks – miasto w Stanach Zjednoczonych, w stanie Wirginia Zachodnia, w hrabstwie Tucker.